# Velika nagrada Malezije 2010.

### Kvalifikacije
| Poz | Br | Vozač              | Konstruktor          | 1. runda | 2. runda    | 3. runda | Pozicija |
| --- | -- | ------------------ | -------------------- | -------- | ----------- | -------- | -------- |
| 1   | 6  | Mark Webber        | Red Bull-Renault     | 1:51.886 | 1:48.210    | 1:49.327 | 1        |
| 2   | 4  | Nico Rosberg       | Mercedes             | 1:52.560 | 1:47.417    | 1:50.673 | 2        |
| 3   | 5  | Sebastian Vettel   | Red Bull-Renault     | 1:47.632 | 1:46.828    | 1:50.789 | 3        |
| 4   | 14 | Adrian Sutil       | Force India-Mercedes | 1:49.479 | 1:47.085    | 1:50.914 | 4        |
| 5   | 10 | Nico Hülkenberg    | Williams-Cosworth    | 1:49.664 | 1:47.346    | 1:51.001 | 5        |
| 6   | 11 | Robert Kubica      | Renault              | 1:46.283 | 1:46.951    | 1:51.051 | 6        |
| 7   | 9  | Rubens Barrichello | Williams-Cosworth    | 1:50.301 | 1:48.371    | 1:51.511 | 7        |
| 8   | 3  | Michael Schumacher | Mercedes             | 1:52.239 | 1:48.400    | 1:51.717 | 8        |
| 9   | 23 | Kamui Kobayashi    | BMW Sauber-Ferrari   | 1:48.467 | 1:47.792    | 1:51.767 | 9        |
| 10  | 15 | Vitantonio Liuzzi  | Force India-Mercedes | 1:49.922 | 1:48.238    | 1:52.254 | 10       |
| 11  | 12 | Vitalij Petrov     | Renault              | 1:47.952 | 1:48.760    |          | 11       |
| 12  | 22 | Pedro de la Rosa   | BMW Sauber-Ferrari   | 1:47.153 | 1:48.771    |          | 12       |
| 13  | 16 | Sébastien Buemi    | Toro Rosso-Ferrari   | 1:48.945 | 1:49.207    |          | 13       |
| 14  | 17 | Jaime Alguersuari  | Toro Rosso-Ferrari   | 1:48.655 | 1:49.464    |          | 14       |
| 15  | 19 | Heikki Kovalainen  | Lotus-Cosworth       | 1:52.875 | 1:52.270    |          | 15       |
| 16  | 24 | Timo Glock         | Virgin-Cosworth      | 1:52.398 | 1:52.520    |          | 16       |
| 17  | 1  | Jenson Button      | McLaren-Mercedes     | 1:52.211 | bez vremena |          | 17       |
| 18  | 18 | Jarno Trulli       | Lotus-Cosworth       | 1:52.884 |             |          | 18       |
| 19  | 8  | Fernando Alonso    | Ferrari              | 1:53.044 |             |          | 19       |
| 20  | 2  | Lewis Hamilton     | McLaren-Mercedes     | 1:53.050 |             |          | 20       |
| 21  | 7  | Felipe Massa       | Ferrari              | 1:53.283 |             |          | 21       |
| 22  | 20 | Karun Chandhok     | HRT-Cosworth         | 1:56.299 |             |          | 22       |
| 23  | 21 | Bruno Senna        | HRT-Cosworth         | 1:57.269 |             |          | 23       |
| 24  | 25 | Lucas di Grassi    | Virgin-Cosworth      | 1:59.977 |             |          | 24       |

### Utrka
| Poz | Br | Vozač              | Konstruktor          | Krugovi | Vrijeme/Odustao | Poč. poz. | Bodovi |
| --- | -- | ------------------ | -------------------- | ------- | --------------- | --------- | ------ |
| 1   | 5  | Sebastian Vettel   | Red Bull-Renault     | 56      | 1:33:48.412     | 3         | 25     |
| 2   | 6  | Mark Webber        | Red Bull-Renault     | 56      | +4.849          | 1         | 18     |
| 3   | 4  | Nico Rosberg       | Mercedes             | 56      | +13.504         | 2         | 15     |
| 4   | 11 | Robert Kubica      | Renault              | 56      | +18.589         | 6         | 12     |
| 5   | 14 | Adrian Sutil       | Force India-Mercedes | 56      | +21.059         | 4         | 10     |
| 6   | 2  | Lewis Hamilton     | McLaren-Mercedes     | 56      | +23.471         | 20        | 8      |
| 7   | 7  | Felipe Massa       | Ferrari              | 56      | +27.068         | 21        | 6      |
| 8   | 1  | Jenson Button      | McLaren-Mercedes     | 56      | +37.918         | 17        | 4      |
| 9   | 17 | Jaime Alguersuari  | Toro Rosso-Ferrari   | 56      | +1:10.602       | 14        | 2      |
| 10  | 10 | Nico Hülkenberg    | Williams-Cosworth    | 56      | +1:13.399       | 5         | 1      |
| 11  | 16 | Sébastien Buemi    | Toro Rosso-Ferrari   | 56      | +1:18.938       | 13        |        |
| 12  | 9  | Rubens Barrichello | Williams-Cosworth    | 55      | +1 krug         | 7         |        |
| 13* | 8  | Fernando Alonso    | Ferrari              | 54      | motor           | 19        |        |
| 14  | 25 | Lucas di Grassi    | Virgin-Cosworth      | 53      | +3 kruga        | 24        |        |
| 15  | 20 | Karun Chandhok     | HRT-Cosworth         | 53      | +3 kruga        | 22        |        |
| 16  | 21 | Bruno Senna        | HRT-Cosworth         | 52      | +4 kruga        | 23        |        |
| 17  | 18 | Jarno Trulli       | Lotus-Cosworth       | 51      | +5 krugova      | 18        |        |
| NC  | 19 | Heikki Kovalainen  | Lotus-Cosworth       | 46      | +10 krugova     | 15        |        |
| Ret | 12 | Vitalij Petrov     | Renault              | 32      | Mjenjač         | 11        |        |
| Ret | 15 | Vitantonio Liuzzi  | Force India-Mercedes | 12      | Gas             | 10        |        |
| Ret | 3  | Michael Schumacher | Mercedes             | 9       | Kotač           | 8         |        |
| Ret | 23 | Kamui Kobayashi    | BMW Sauber-Ferrari   | 8       | Motor           | 9         |        |
| Ret | 24 | Timo Glock         | Virgin-Cosworth      | 2       | Izlijetanje     | 16        |        |
| DNS | 22 | Pedro de la Rosa   | BMW Sauber-Ferrari   | 0       | Motor           | 12        |        |

- Alonso nije završio utrku, ali se plasirao jer je prešao 90% dužine utrke.